# Willeyia bisulcata
Willeyia bisulcata är en djurart som tillhör fylumet svalgsträngsdjur, och som beskrevs av Punnett 1903. Willeyia bisulcata ingår i släktet Willeyia och familjen Spengelidae. Inga underarter finns listade i Catalogue of Life.